# Euxoa costaevittata
Euxoa costaevittata là một loài bướm đêm trong họ Noctuidae.